# Biblioteca Sagrada Familia
La Biblioteca Sagrada Familia, cuyo nombre completo en catalán es Biblioteca Sagrada Família - Josep M. Ainaud de Lasarte, es una biblioteca pública de la ciudad española de Barcelona, llamada así en honor a Josep Maria Ainaud de Lasarte (1925-2012), abogado, historiador, promotor cultural y político catalán, conocido por su resistencia cultural a la dictadura de Francisco Franco.
Emplazada en el barrio Sagrada Familia del Distrito del Ensanche, a una cuadra de la Plaza de Gaudí que mira hacia el Templo Expiatorio de la Sagrada Familia, es una de las bibliotecas públicas más grandes de la ciudad.

## Historia
La biblioteca se construyó entre 2006 y 2007, sobre un edificio ya existente pero abandonado.
A partir de 2012, el Ayuntamiento de Barcelona empezó a estudiar la posibilidad de asignarle el nombre de Josep M. Ainaud de Lasarte a alguna biblioteca o espacio público. En 2013, los vecinos del barrio propusieron llamarle así a su biblioteca, debido a que el intelectual había vivido en dicho barrio hasta sus últimos años de vida. La propuesta fue finalmente aceptada en 2015, realizándose un acto de homenaje el 17 de abril de ese mismo año en el Centro Cívico Sagrada Familia.

## Arquitectura
La biblioteca modificó ampliamente el edificio sobre el cual se construyó, haciéndola permeable, abierta a la luz y vistas de la ciudad. Su acceso funciona como una prolongación del espacio público—emplazado de acuerdo al Plan Cerdá—dándole mayor protagonismo al chaflán.
La eliminación de la crujía central del edificio original dio lugar a un espacio vertical que divide al edificio en dos barras paralelas, permitiendo el acceso de la luz al centro de la biblioteca. La textura de la fachada, conformada por un sistema de pantallas, filtros y transparencias, le dan al conjunto un aspecto cambiante.